# Шкляревський Олексій Сергійович
Олексі́й Сергі́йович Шкляре́вський  (3 квітня 1839, с. Краснопілля, нині Чернігівської області — †5 червня 1906) — український патолог, гігієніст і біофізик.

## Біографічні дані
Закінчив медичний факультет Московського університету. Спеціялізувався в галузі патології в Москві та Німеччині.
Від 1869 — викладач загальної патології Київського університету, від 1870 — професор медичної фізики; 1878—1880 — також професор Вищих жіночих курсів у Києві.

## Праці
Автор низки праць із питань фізіології та патології крові, проблем запалення, амілоїдного переродження, гемодинаміки при інфаркті тощо. Зробив кілька відкриттів у цих галузях. Видав «Лекції медичної фізики» (1881—1882).